# Tang Lingsheng
Dans ce nom chinois, le nom de famille, Tang, précède le nom personnel.
Tang Lingsheng, né le 10 janvier 1971 à Lingui, est un haltérophile chinois.

## Palmarès

### Jeux olympiques
- Atlanta 1996
  -  Médaille d'or en moins de 59 kg[1]

### Championnats du monde
- Melbourne 1993
  -  Médaille de bronze en moins de 59 kg

### Championnats d'Asie
- Busan 1995
  -  Médaille d'or en moins de 59 kg

### Jeux asiatiques
- Hiroshima 1994
  -  Médaille d'argent en moins de 59 kg